# Leucotoe

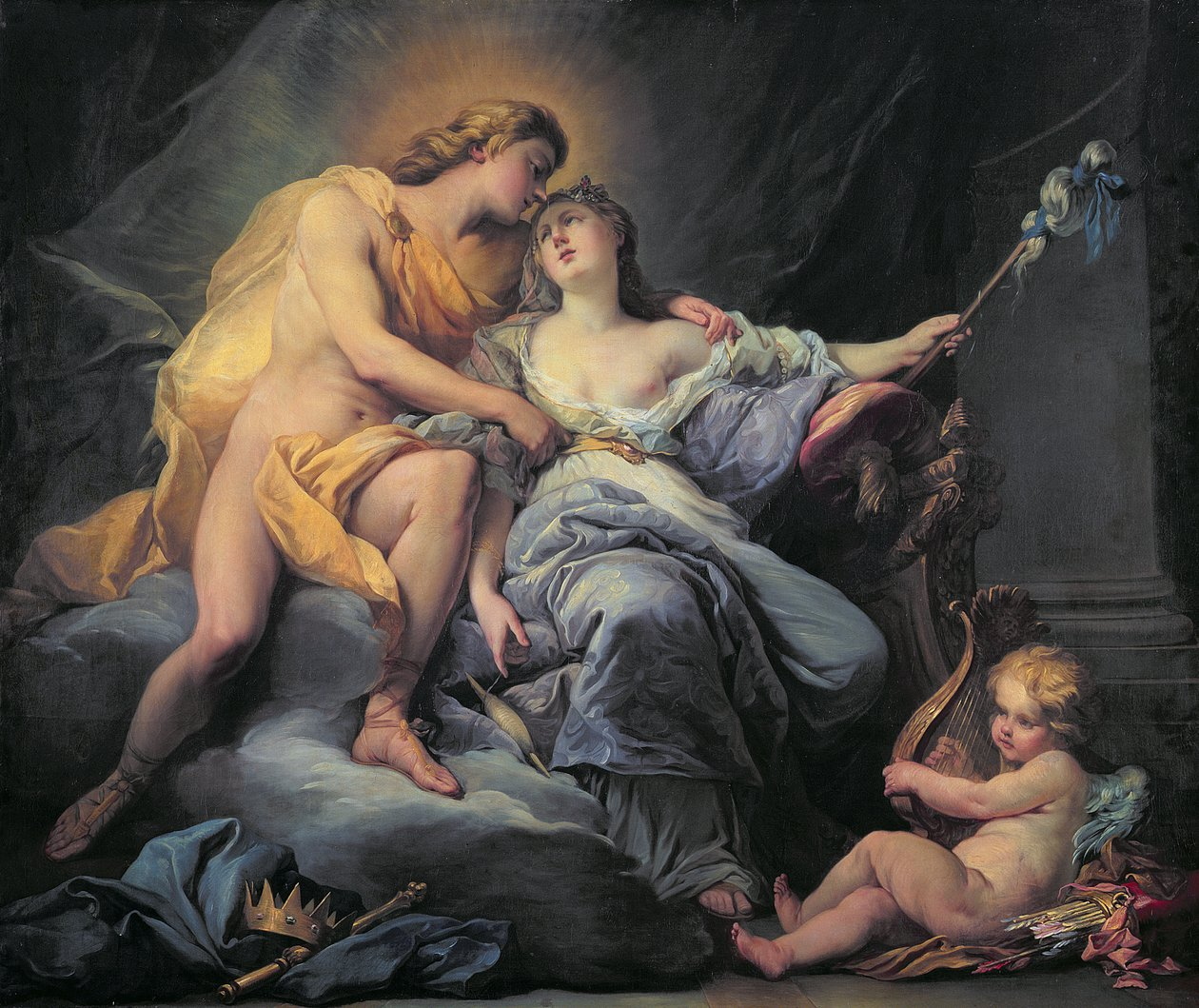
Apollo (Sol) e Leucotoe nel dipinto dell'artista francese Antoine Boizot (1702-1782) conservato presso il Musée des Beaux-Arts di Tours

Leucotoe (latino: Leucǒthǒē) è un personaggio presente nel IV Libro delle Metamorfosi del poeta latino Ovidio. È, nella narrazione di Ovidio, figlia di Orcamo il re achemenide, settimo discendente di Belo e padre di Leucotoe.

## Il mito
La vicenda narrata da Ovidio inizia con gli amori clandestini fra Marte (Ares), e Venere (Afrodite), sposa di Vulcano (Efesto), il figlio per partenogenesi di Giunone (Hera) . 
Sol (Helios), il dio Sole che tutto vede, scorge il divino adulterio e lo rivela al figlio di Giunone, il legittimo compagno di Venere. Efesto, maestro e divino artigiano d'immane ingegno, fabbrica una magica rete di lacci invisibili che incatenano sul letto i due amanti esibendoli in questo modo all'intero consesso degli dèi e quindi al pubblico ludibrio.
Venere infuriata per vendicarsi, in qualità di divina potenza dell'Amore, induce Sol ad appassionarsi di Leucotoe, bellissima vergine e figlia del re achemenide Orcamo e di Eurinome.
Sol, innamorato perso della giovane, si tramuta in Eurinome e si introduce nel talamo di Leucotoe invitando le ancelle ad allontanarsi e quindi, palesandosi nel suo divino splendore, induce Leucotoe a subire violenza senza protestare. 
La ninfa Clizia, da tempo innamorata persa di Sol, osserva la vicenda e per gelosia denuncia Leucotoe al padre Orcamo che decide di punire la figlia facendola seppellire viva nonostante ella proclamasse la subìta violenza.
Allorché Leucotoe invoca con le mani tese al cielo Sol il dio interviene disperdendo la terra dal volto della fanciulla ma invano. Nulla di più terribile vide Sol, racconta Ovidio, dal rogo di Fetonte quindi il dio decide di cospargere il cadavere di Leucotoe con aromi divini e per effetto dei quali dalla zolla di terra sorse la, prima, pianta dell'incenso.
Lo scrittore latino Igino inserisce tra gli argonauti Tersanone, figlio di Sol e Leucotoe, proveniente dall'isola di Andro.